# كريتيك(سجائر)
كريتيك(بالإنجليزية:Kretek)هي سجائر غير مفلترة من أصل إندونيسي,مصنوعة من مزيج من التبغ والقرنفل والنكهات الأخرى.كلمة"كريتيك"نفسها هي مصطلح مسمّى لصوت طقطقة القرنفل المحترق.

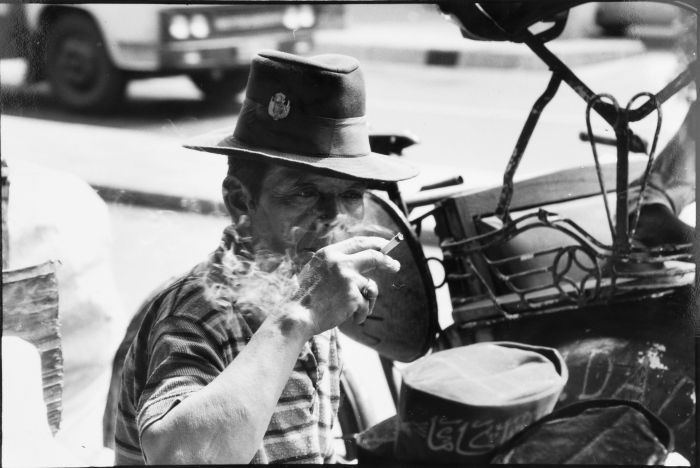
سائق بيكاك في يوغياكارتا,إندونيسيا,يدخن سجائر الكريتيك.

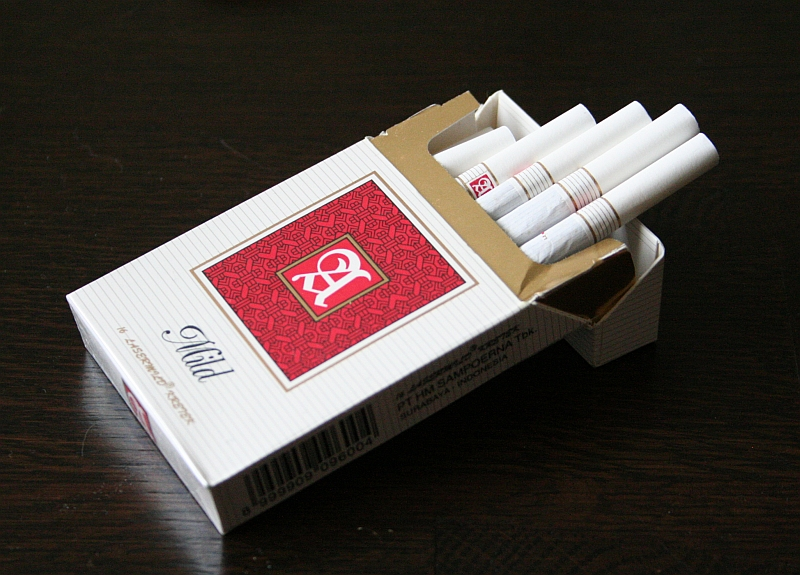
علبة من Sampoerna A-Mild,وهي علامة تجارية إندونيسية مشهورة من الكريتيك المصنع بواسطة شركة سامبويرنا.

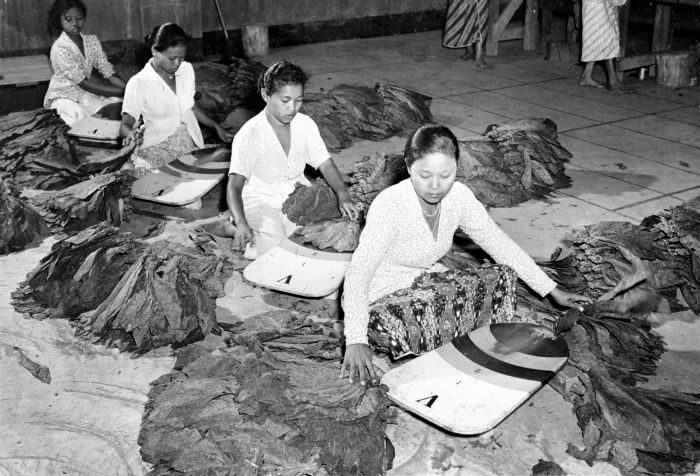
فرز أوراق التبغ في جاوة.تم جلب التبغ من قبل الهولنديين خلال الفترة الاستعمارية.

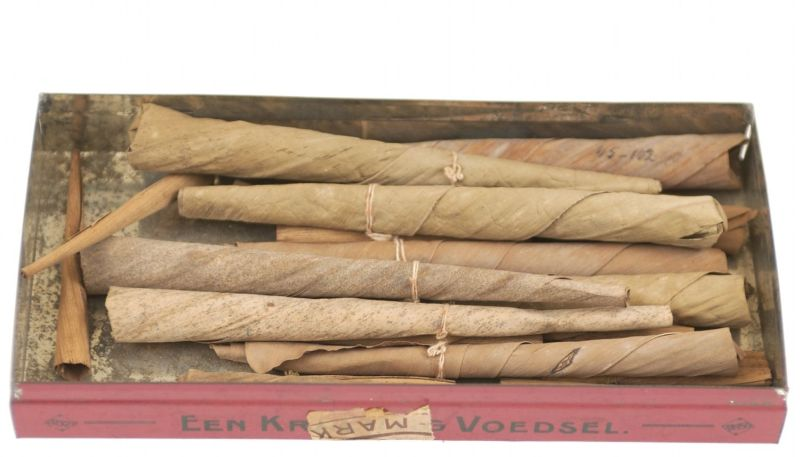
سجائر الكريتيك من العقد الأول من القرن العشرين,تحتوي على الراتنج وجوزة الطيب والكمون والقرنفل والتبغ ملفوف في أوراق الموز.

بسبب الضرائب الملائمة مقارنة بالسجائر البيضاء المفلترة, يعد الكريتك أكثر أشكال السجائر تدخينًا في إندونيسيا,حيث يفضلها حوالي90%من المدخنين. هناك المئات من مصانع الكريتيك في إندونيسيا,بما في ذلك الشركات المحلية الصغيرة والعلامات التجارية الكبيرة.معظم العلامات التجارية العالمية المعروفة,بما في ذلك سامبورنا [الإنجليزية] وبينتول [الإنجليزية] وميناك جينجو وجاروم وجودانج جارام [الإنجليزية]وويسميلاك [الإنجليزية],تنشأ من إندونيسيا.أنتجت شركة نات شيرمان من الولايات المتحدة سجائر تحمل العلامة التجارية"لمسة القرنفل"لكنها لم تكن كريتيك حقيقية,حيث تم خلط نكهة القرنفل في بلورات صغيرة داخل الفلتر,بدلًا من خلط توابل القرنفل الحقيقية مع التبغ.
غالبًا ما يستخدم الكريتيك كقاعدة للسجائر العشبية الإندونيسية,عن طريق إضافة الأعشاب المختلفة بالإضافة إلى توابل القرنفل.

## التاريخ
يعود تاريخ سجائر الكريتيك الى عام1880.اخترعها الحاج جمهري,من مدينة كودوس في منطقة جاوة الوسطى في إندونيسيا.كان يعاني من آلام في الصدر وحاول تخفيف الألم عن طريق دهن زيت القرنفل على صدره.سعى جمهري إلى إيجاد وسيلة لتحقيق راحة أعمق وقام بتدخين سجائره الملفوفة يدويًا بعد إضافة براعم القرنفل المجففة وعصارة شجرة المطاط.وبحسب القصة,فقد شُفِي من ربوه وآلام صدره على الفور.انتشرت كلمة منتج جمهري بسرعة بين جيرانه,وسرعان ما أصبح المنتج متاحًا في الصيدليات باسم"روكوك سينغكيه"أي سجائر القرنفل.تم تسويق الكريتيك في البداية على أنه منتج طبي,ثم أصبح شائعًا على نطاق واسع.
في تلك السنوات,كان السكان المحليون يلفون الكريتيك يدويًا لبيعه حسب الطلب بدون أي علامة تجارية محددة أو غلاف أو قيود على المكونات المستخدمة في الإنتاج.كان لدى أحد سكان كودوس يُدعى نيتيسيميتو فكرة بدء الإنتاج التسلسلي وبيع الكريتيك تحت اسم علامة تجارية خاصة.على عكس الشركات الأخرى,حقق نيتيسيميتو,الذي أنشأ العلامة التجارية بال تيغا في عام1906,نجاحًا كبيرًا من خلال تطبيق تقنيات تسويق غير مسبوقة مثل استخدام العلب المنقوشة أو تقديم مواد ترويجية مجانية,لم يبدأ التصنيع التجاري بجدية حتى الثلاثينات.
بالإضافة إلى ذلك,قام أيضًا بتطوير وسيلة إنتاج تسمى نظام الأبون الذي أتاح الفرصة لأصحاب المشاريع الآخرين الذين ليس لديهم رأس مال كافي.في هذا النظام,يتولى شخص يسمى"أبون"مهمة تسليم المنتجات النهائية إلى الشركة التي تدفع ثمن العمل بالقطعة المنجزة بينما تكون الشركة مسؤولة عن توفير مواد الإنتاج اللازمة إلى"الأبون".ومنذ ذلك الحين,اختارت معظم الشركات المصنعة أن يعمل عمالها تحت أسقف مصانعها الخاصة للحفاظ على معايير الجودة.وحاليًا يستخدم عدد قليل جدًا من مصانع الكريتيك نظام"أبون".
خلال الفترة من1960حتى1970وفي الأيام الأولى للنظام الجديد,أصبحت الكريتيك رمزًا وطنيًا ضد"السجائر البيضاء".وفي منتصف الثمانينيات,تجاوز عدد السجائر المصنعة آليًا عدد السجائر الملفوفة يدويًا.تعد صناعة الكريتيك واحدة من أكبر مصادر الدخل في إندونيسيا,وتضم500شركة كبيرة وصغيرة توظف حوالي10ملايين شخص.
منذ عام2009,لم يعد بيع الكريتيك قانونيًا في الولايات المتحدة.يتم بيع نوع مختلف من الكريتيك:"السيجار"المشابه في الحجم والشكل للكريتيك الأصلي,وتحتوي أيضًا على فلتر ومزيج التبغ والقرنفل الأصلي,ولكن في ورق يحتوي على التبغ.

## التركيب والمكونات
تلعب جودة التبغ وتنوعه دورًا مهما في إنتاج الكريتيك.يمكن أن تحتوي علامة الكريتيك التجارية الواحدة على أكثر من30نوعا من التبغ. يتم إضافة براعم القرنفل المجففة والمفرومة بوزن يعادل ثلث مزيج التبغ.في بعض الأحيان,تتم عملية رش المُحلي في نهاية السيجارة كخطوة أخيرة للكريتيك المُصنع آليًا أو الملفوف يدويًا.

## تأثيره على الصحة
تحتوي سجائر"جاروم بلاك"التي تباع في أوروبا وجنوب أفريقيا ودول أمريكا الجنوبية على10-12ملغ من القطران و1ملغ من النيكوتين,كما هو موضح على العبوة.هذا المستوى من القطران والنيكوتين مشابه لمعظم السجائر العادية أو"كاملة النكهة"المتاحة.تحتوي سجائر جاروم بلاك المُنتجو في إندونيسيا على كمية أعلى بكثير من القطران والنيكوتين,25ملغ و1.6ملغ على التوالي.في كندا,تم إدراج سجائر جاروم بلاك على أنها تحتوي على44.2-86ملغ من القطران و1.73-3.24ملغ من النيكوتين,وهي كمية أكبر بكثير من معظم السجائر الأخرى.
تم اختبار مستويات النيكوتين وأول أكسيد الكربون في بلازما الأوردة لدى10مدخنين بعد تدخين الكريتيك وتبين أنها مماثلة للعلامات التجارية التي لا تحتوى على القرنفل,مثل مارلبورو.
تم إعطاء فئران جرعات متساوية من سجائر التبغ التقليدية والكريتيك عن طريق الاستنشاق خلال فترة قصيرة.لم يظهر على الفئران التي استنشقت الكريتيك آثار صحية أسوأ مقارنةً بالفئران التي استنشقت السجائر التقليدية. تم تكرار الدراسة لمدة14يوم ومرة أخرى لم تُظهر الكريتيك آثار صحية أسوأ من السجائر التقليدية.
يسبب الأوجينول الموجود في دخان القرنفل تخديراً في الحلق مما قد يقلل من المنعكس البلعومي لدى المستخدمين,مما يدفع الباحثين إلى التوصية بالحذر للأشخاص المصابين بعدوى الجهاز التنفسي. كانت هناك أيضا حالات قليلة من الالتهاب الرئوي التنفسي لدى الأفراد ذوي المجاري التنفسية الطبيعية,ربما بسبب انخفاض المنعكس البلعومي.

## الوضع القانوني في الولايات المتحدة
في الولايات المتحدة,كانت السجائر موضوعًا لقيود قانونية ونقاش سياسي,بما في ذلك مشروع قانون مقترح لمجلس الشيوخ الأمريكي في عام2009يحظر أن تحتوي السجائر على"نكهة مميزة"لمكونات معينة غير التبغ والمنثول.
وجدت دراسة أجرتها مراكز السيطرة على الأمراض في الولايات المتحدة أن سجائر الكريتيك تشكل نسبة صغيرة نسبياً من التدخين لدى القاصرين,وكان استخدامها ينخفض بين طلاب المدارس الثانوية. اعتبر منتقدو مشروع القانون بأن دعم شركة صناعة التبغ الأمريكية الكبيرة فيليب موريس,التي تصنع فقط السجائر التقليدية والسجائر المنثول,لمشروع القانون,يشير إلى أن مشروع القانون كان محاولة لحماية الشركة من المنافسة.
صدرت بعض الولايات الأمريكية,بما في ذلك يوتا ونيو مكسيكو وماريلند,قوانين تحظر بيع الكريتيك. في14مارس2005,أعلنت شركة فيليب موريس الدولية عن شراء شركة التبغ الإندونيسية"PT HM Sampoerna"بعد الحصول على حصة40%في شركة سامبويرنا من عدد من المساهمين الرئيسيين في الشركة.
في عام2009,تم تقديم قانون منع التدخين في الأسرة ومكافحة التبغ [الإنجليزية] في الكونجرس الأمريكي ووقعه الرئيس باراك أوباما ليصبح قانونا,مما منح إدارة الغذاء والدواء سلطة تنظيمية أكبر على التبغ؛ومن بين أحكام القانون حظر استخدام النكهات في التبغ غير المنثول.الحظر يشمل سجائر الكريتيك.اعتبارًا من22سبتمبر2009,أصبحت سجائر القرنفل غير قانونية للبيع أو التوزيع في الولايات المتحدة,كما أن السجائر التي يتم شراؤها من الخارج تخضع للمصادرة من قبل الجمارك الأمريكية. هناك استثناء لهذه القاعدة عند تلقي السجائر كهدايا من خلال الخدمة البريدية للولايات المتحدة"USPS"ويُسمح به فقط في حالة اتباع إرشادات معينة.هذه القاعدة لا تسمح بشراء منتجات التبغ من الخارج ولكنها تسمح بتلقي الهدايا من الأفراد المحليين والأفراد الدوليين.ومع ذلك,استمرت شركة كريتيك الدولية,المستوردة للعلامة التجارية جاروم,في تقديم منتجات القرنفل والتبغ كسجائر صغيرة.والتي تخضع لضرائب أقل(في بعض الولايات الأمريكية)وقيود أكثر مرونة من السجائر.
في12أبريل2010,قدمت إندونيسيا شكوى رسمية إلى منظمة التجارة العالمية تفيد بأن الحظر المفروض على الكريتيك في أمريكا يعتبر تمييزًا لأن سجائر المنثول مستثناة من اللائحة الجديدة.صرح المدير العام لوزارة التجارة الدولية,جوسماردي بوستامي,أن الحكومة الإندونيسية طلبت من لجنة منظمة التجارة العالمية مراجعة الانتهاكات الأمريكية للوائح التجارية,بما في ذلك الاتفاقية العامة للتعريفة الجمركية والتجارة(جات)لعام1994,اتفاقية الحواجز التقنية أمام التجارة(TBT),واتفاقية الصحة والصحة النباتية(SPS).وتتمتع اتفاقية TBT بأهمية خاصة لأنها تُعرّف سجائر القرنفل وسجائر المنثول بأنها"منتجات متشابهة".يتم تعزيز ادعاءات التمييز عند الإشارة إلى أن99%من كريتيك تم استيرادها من بلدان أخرى غير الولايات المتحدة(وخاصة إندونيسيا),في حين يتم إنتاج سجائر المنثول بالكامل تقريبا من قبل شركات تصنيع التبغ الأمريكية. تقوى قضية إندونيسيا بمقارنة عدد مدخني الكريتيك الشباب في أمريكا مع عدد مدخني السجائر المنثول.وفقًا لتقارير الصحة الأمريكية,فإن43%من المدخنين الشباب يدخنون سجائر المنثول,والتي تشكل ما يقارب25%من إجمالي استهلاك السجائر في الولايات المتحدة.ومع ذلك,فإن المدخنين الشباب المعتادين على الكريتيك يشكلون أقل من1%من استهلاك السجائر في الولايات المتحدة,وأقل من1%من إجمالي السجائر المباعة في الولايات المتحدة.في4أبريل2012,حكمت منظمة التجارة العالمية لصالح مطالبة إندونيسيا,على الرغم من أنه من غير الواضح كيف سيؤثر ذلك على القانون الأمريكي.

## المبيعات العالمية
تعتبر سجائر الكريتيك من بين السجائر التي يتم بيعها في أستراليا,والبرازيل وغيرها.في أوروبا,يتم فقط بيع العلب الأصغر والسجائر الأرق للالتزام بالحد الأقصى المحدد من مستويات النيكوتين والقطران في الاتحاد الأوروبي.اعتبارا من عام2022,تم حظر بيع سجائر كريتيك في الاتحاد الأوروبي,على الرغم من أن بيع السجائر الصغيرة من الكريتيك لا يندرج تحت هذا الحظر.
في جنوب أفريقيا,يتم بيعها أيضا في عبوات أصغر تحتوي على10سجائر بمعدل10-12ملغ من القطران و1-1.2ملغ من النيكوتين.
تعد إندونيسيا أكبر منتج لسجائر القرنفل في العالم,وتصدر حوالي500مليون دولار أمريكي من المنتج سنويًا.